# Spilosmylus arishensis
Spilosmylus arishensis is een insect uit de familie watergaasvliegen (Osmylidae), die tot de orde netvleugeligen (Neuroptera) behoort. 
Spilosmylus arishensis is voor het eerst wetenschappelijk beschreven door New in 1986. De soort komt voor in Queensland (Australië).